# Polystictus
Polystictus là một chi chim trong họ Tyrannidae.